# Assycuera rubella
Assycuera rubella är en skalbaggsart som först beskrevs av Bates 1892.  Assycuera rubella ingår i släktet Assycuera och familjen långhorningar. Inga underarter finns listade.